# Microrégion d'Alto Médio Gurguéia

Localisation de la microrégion d'Alto Médio Gurguéia

La microrégion d'Alto Médio Gurguéia est l'une des six microrégions qui subdivisent le sud-ouest de l'État du Piauí au Brésil.
Elle comporte 11 municipalités qui regroupaient 82 756 habitants en 2006 pour une superficie totale de 27 610 km².

## Municipalités[1]
- Alvorada do Gurguéia
- Barreiras do Piauí
- Bom Jesus
- Cristino Castro
- Currais
- Gilbués
- Monte Alegre do Piauí
- Palmeira do Piauí
- Redenção do Gurguéia
- Santa Luz
- São Gonçalo do Gurguéia